# Antoine Loubière
Pour les articles homonymes, voir Loubière.
Pas d'image ? Cliquez ici

a Compétitions nationales et continentales officielles uniquement.

Dernière mise à jour le 7 octobre 2022.
Antoine Loubière, né le 26 février 1988 à Bordeaux, est un joueur de rugby à XV français qui évolue au poste de troisième ligne centre et deuxième ligne au sein de l'effectif de l'Avenir castanéen (1,99 m pour 107 kg).

## Carrière
- 2011-2014 : Avenir castanéen
- 2007-2011 : USA Perpignan (Espoir)
- De 2002 à 2007 : US Colomiers.
- De 1996 à 2002 : Rugby Club du Mans (RCM)

## Palmarès
- Demi-finale du championnat de France espoir 2008-2009 (perdue face à Clermont)
- Tournoi des six nations 2008 des moins de 20 ans.
- International des moins de 20 ans français.
- Coupe du Monde des moins de 19 ans à Belfast en avril 2007.
- International des moins de 19 ans français.
- Champion de France 2006-2007 categorie Crabos avec le club de Colomiers.
- 3 sélections avec Colomiers en Pro D2 en 2006-2007
- 1 sélection avec l'USAP en Top 14 en 2010-2011
- Champion de France UFOLEP categorie minimes avec le club de Colomiers.